# Dollface
Dollface ist eine US-amerikanische Comedy-Serie, die von den Produktionsfirmen ABC Signature, LuckyChap Entertainment und Clubhouse Pictures für die Walt Disney Company umgesetzt wurde. Die Premiere der Serie fand am 15. November 2019 auf dem US-Streamingdienst Hulu statt. Im deutschsprachigen Raum erfolgte die Erstveröffentlichung der Serie durch Joyn PLUS+ am 8. Oktober 2020. Die Serie wurde im Mai 2022 nach zwei Staffeln und insgesamt 20 Folgen eingestellt.

## Handlung
Die Webdesignerin Jules Wiley verbrachte das letzte halbe Jahrzehnt einzig und allein mit ihrem Freund Jeremy. Als dieser wie aus dem Nichts mit ihr Schluss macht, findet sich Jules in einem völlig desolaten Zustand in Los Angeles wieder. Doch alleine ist Jules keinesfalls. Denn sie verfügt über eine überaus blühende Fantasie. Und so trifft nach kurzer Zeit ein Bus ein, der von einer humanoiden Katzendame als Fahrerin gelenkt wird und in welchem ihre Mitfahrerinnen bitterlich weinende Frauen sind, die ebenfalls eine schmerzliche Trennung hinter sich haben. Dieser metaphorische Bus bringt die Insasseninnen zum Terminal der verlassenen Frauen, wo sie von ihren weiblichen Freundinnen abgeholt und getröstet werden. Einzig Jules wartet vergeblich. Und das hat auch einen einfachen Grund: Denn sie hat schlichtweg über die Jahre keinen wirklichen Kontakt zu einer ihrer (ehemals) besten Freundinnen gepflegt, und somit ist auch niemand da, der Jules abholen könnte bzw. wollte. Nach dem unglücklichen Ende ihrer Langzeitbeziehung kommt nun das böse Erwachen. Jules muss sich fortan behutsam zur Schwesternschaft der Frauen vortasten und den Kontakt zu ihren alten Freundinnen wieder aufbauen. Zwar kann Jules nicht mit jeder Eigenheit innerhalb einer freundschaftlichen Beziehung umgehen, doch sie bemüht sich stets, das Beste daraus zu machen. Und so schlägt Jules den Weg der Selbstfindung an. Zur Seite stehen Jules dabei ihre feministische Freundin Madison und die lebensfrohe Partygängerin Stella. Außerdem wird Jules auf ihrer Reise von einer sprechenden Katzendame, sozialkritischen Kommentaren sowie ganz viel Humor begleitet.

## Besetzung und Synchronisation
Die deutschsprachige Synchronisation entsteht nach den Dialogbüchern von Christian Kähler sowie unter der Dialogregie von Katrin Fröhlich durch die Synchronfirma Arena Synchron in Berlin.

### Hauptdarsteller
| Rolle           | Schauspieler    | Hauptrolle (Folgen) | Nebenrolle (Folgen) | Synchronsprecher  |
| --------------- | --------------- | ------------------- | ------------------- | ----------------- |
| Jules Wiley     | Kat Dennings    | 1.01–2.10           |                     | Tanya Kahana      |
| Madison Maxwell | Brenda Song     | 1.01–2.10           |                     | Magdalena Turba   |
| Stella Cole     | Shay Mitchell   | 1.01–2.10           |                     | Kaya Marie Möller |
| Izzy Levine     | Esther Povitsky | 1.01–2.10           |                     | Shandra Schadt    |

### Nebendarsteller
| Rolle      | Schauspieler        | Nebenrolle (Folgen)                               | Synchronsprecher     |
| ---------- | ------------------- | ------------------------------------------------- | -------------------- |
| Katzendame | Beth Grant          | 1.01–2.10                                         | Heidrun Bartholomäus |
| Alison B.  | Brianne Howey       | 1.01–1.04, 1.08–1.09, 2.06                        | Yvonne Greitzke      |
| Alison S.  | Vella Lovell        | 1.01–1.04, 1.08–1.09                              | Luise Helm           |
| Jeremy     | Connor Hines        | 1.01–1.02, 1.06, 1.09–1.10                        | Jannik Endemann      |
| Celeste    | Malin Åkerman       | 1.02, 1.04, 1.08–1.10, 2.01–2.02, 2.04–2.05, 2.10 | Uschi Hugo           |
| Ramona     | Shelley Hennig      | 1.03, 1.05, 1.10                                  | Josephine Schmidt    |
| Wes        | Matthew Gray Gubler | 1.05, 1.07, 1.10, 2.02–2.05                       | Nico Mamone          |
| Colin      | Goran Višnjić       | 1.05, 1.07–1.08, 1.10                             | Sascha Rotermund     |

### Gastdarsteller
| Rolle              | Schauspieler             | Gastrolle (Folgen) | Synchronsprecher      |
| ------------------ | ------------------------ | ------------------ | --------------------- |
| Dave Coulier       | Dave Coulier             | 1.01               | Till Hagen            |
| Lemon              | Este Haim                | 1.01               | Anke Hillenbrand      |
| Meghan             | Aleksei Archer           | 1.01               | Betty Förster         |
| Nadine             | Danielle Pinnock         | 1.01               | Friederike Walke      |
| Sniffles           | Angela Sprinkle          | 1.01               | Janina Isabell Batoly |
| Blondine           | Marah Fairclough         | 1.01               | Melinda Rachfahl      |
| Brendan            | Van Crosby               | 1.02               | Linus Drews           |
| Craig              | Verton R. Banks          | 1.02               | Patrick Baehr         |
| Josh               | Nick Alvarez             | 1.02               | David Kunze           |
| Maitre'd Pastor    | Freedom Bridgewater      | 1.02               | Markus Pfeiffer       |
| Makler             | Max Silvestri            | 1.02               | Michael Ernst         |
| Siri               | Sam Jarvis               | 1.02               | Ana Purwa             |
| Teresa             | Tia Carrere              | 1.04               | Maud Ackermann        |
| Bailiff            | Cynthia Rose Hall        | 1.04               | Katja Hiller          |
| Neil               | Calvin Seabrooks         | 1.04               | Hugo Grimm            |
| Richterin Reynolds | Laura Leyva              | 1.04               | Judith Steinhäuser    |
| Staatsanwältin     | Kimberly Hebert Gregory  | 1.04               | Martina Treger        |
| Mario              | Jai Rodriguez            | 1.05               | Arne Stephan          |
| Steve              | Michael Angarano         | 1.05               | Oliver Bender         |
| Brautjungfer       | Ally Young Price         | 1.05               | Janina Isabell Batoly |
| Melyssa            | Camilla Belle            | 1.06, 1.10         | Lydia Morgenstern     |
| Dan Hackett        | Macaulay Culkin          | 1.06               | Ozan Ünal             |
| Rudolph            | Zack Duhame              | 1.06               | Marius Clarén         |
| Dr. Mendelbaum     | Todd Aaron Brotze        | 1.06               | Frank Röth            |
| Guard              | Victoria Yvonne Martinez | 1.06               | Bettina Kenney        |
| Bedienung          | Kay Wilson               | 1.06               | Birte Baumgardt       |
| Oliver             | Ben Lawson               | 1.07               | Norman Matt           |
| Paul               | Sterling Jones           | 1.07               | Tobias Müller         |
| Rodney             | Jeff Meacham             | 1.07               | Leonhard Mahlich      |
| Ryan               | Derek Theler             | 1.07               | Henning Nöhren        |
| Neil               | Sean Jenkins             | 1.07               | Vlad Chiriac          |
| Gynäkologin        | Cathryn Mudon            | 1.07               | Meike Finck           |
| Instinct #2        | Shaina Vorspan           | 1.07               | Alice Bauer           |
| Imelda             | Margot Robbie            | 1.08               | Anne Helm             |
| Karen              | Terryn Westbrook         | 1.09               | Janine Kreß           |
| Sylvia             | Christina Pickles        | 1.09               | Luise Lunow           |
| Bronwyn            | Nikki Reed               | 1.10               | Marie-Isabel Walke    |

## Veröffentlichungsübersicht
Vereinigte Staaten
| Staffel | Episoden | Erstveröffentlichung auf Hulu | Erstveröffentlichung auf Hulu |
| Staffel | Episoden | Staffelpremiere               | Staffelfinale                 |
| ------- | -------- | ----------------------------- | ----------------------------- |
| 1       | 10       | 15. November 2019             | 15. November 2019             |
| 2       | 10       | 11. Februar 2022              | 11. Februar 2022              |

Deutschland
| Staffel | Episoden | Erstveröffentlichung auf Joyn PLUS+ | Erstveröffentlichung auf Joyn PLUS+ | Erstveröffentlichung auf Disney+ | Erstveröffentlichung auf Disney+ |
| Staffel | Episoden | Staffelpremiere                     | Staffelfinale                       | Staffelpremiere                  | Staffelfinale                    |
| ------- | -------- | ----------------------------------- | ----------------------------------- | -------------------------------- | -------------------------------- |
| 1       | 10       | 8. Oktober 2020                     | 8. Oktober 2020                     | 3. November 2021                 | 3. November 2021                 |
| 2       | 10       | 28. Juli 2022                       | 28. Juli 2022                       | Nicht veröffentlicht             | Nicht veröffentlicht             |

Österreich und deutschsprachige Schweiz
| Staffel | Episoden | Erstveröffentlichung auf Disney+ | Erstveröffentlichung auf Disney+ |
| Staffel | Episoden | Staffelpremiere                  | Staffelfinale                    |
| ------- | -------- | -------------------------------- | -------------------------------- |
| 1       | 10       | 3. November 2021                 | 3. November 2021                 |
| 2       | 10       | Nicht veröffentlicht             | Nicht veröffentlicht             |

## Episodenliste

### Staffel 1
| Nr. (ges.) | Nr. (St.) | Deutscher Titel             | Originaltitel    | Erstveröffentlichung (USA) | Deutschsprachige Erstveröffentlichung (D) | Regie           | Drehbuch        |
| ---------- | --------- | --------------------------- | ---------------- | -------------------------- | ----------------------------------------- | --------------- | --------------- |
| 1          | 1         | Abgeschossen                | Guy’s Girl       | 15. Nov. 2019              | 8. Okt. 2020                              | Matt Spicer     | Jordan Weiss    |
| 2          | 2         | Planlos                     | Homebody         | 15. Nov. 2019              | 8. Okt. 2020                              | Stephanie Laing | Jordan Weiss    |
| 3          | 3         | Die geheimnisvolle Brünette | Mystery Brunette | 15. Nov. 2019              | 8. Okt. 2020                              | Stephanie Laing | Sam Jarvis      |
| 4          | 4         | Partykiller                 | Fun Friend       | 15. Nov. 2019              | 8. Okt. 2020                              | Stephanie Laing | Grace Edwards   |
| 5          | 5         | Beauty Queen                | Beauty Queen     | 15. Nov. 2019              | 8. Okt. 2020                              | Stephanie Laing | Harper Dill     |
| 6          | 6         | Das große Beben             | History Buff     | 15. Nov. 2019              | 8. Okt. 2020                              | Brennan Shroff  | Nathaniel Stein |
| 7          | 7         | Ganz locker                 | F*** Buddy       | 15. Nov. 2019              | 8. Okt. 2020                              | Alethea Jones   | Hallie Cantor   |
| 8          | 8         | Das Geheimnis               | Mama Bear        | 15. Nov. 2019              | 8. Okt. 2020                              | Alethea Jones   | Hallie Cantor   |
| 9          | 9         | Feministinnen               | Feminist         | 15. Nov. 2019              | 8. Okt. 2020                              | Brennan Shroff  | Jordan Weiss    |
| 10         | 10        | Brautjungfer                | Bridesmaid       | 15. Nov. 2019              | 8. Okt. 2020                              | Ira Ungerleider | Jordan Weiss    |

### Staffel 2
| Nr. (ges.) | Nr. (St.) | Deutscher Titel        | Originaltitel     | Erstveröffentlichung (USA) | Deutschsprachige Erstveröffentlichung (D) | Regie           | Drehbuch                      |
| ---------- | --------- | ---------------------- | ----------------- | -------------------------- | ----------------------------------------- | --------------- | ----------------------------- |
| 11         | 1         | Wo geht die Reise hin? | Travel Agent      | 11. Feb. 2022              | 28. Juli 2022                             | Nisha Ganatra   | Jordan Weiss                  |
| 12         | 2         | Die rechte Hand        | Right-Hand Woman  | 11. Feb. 2022              | 28. Juli 2022                             | Nisha Ganatra   | Michelle Nader                |
| 13         | 3         | Boss-Lady              | Boss Lady         | 11. Feb. 2022              | 28. Juli 2022                             | Yulin Kuang     | Josephine Green Zhang         |
| 14         | 4         | In den Vollen          | Power Player      | 11. Feb. 2022              | 28. Juli 2022                             | Adriana Robles  | Liz Elverenli                 |
| 15         | 5         | Miss Co-Abhängig       | Miss Codependent  | 11. Feb. 2022              | 28. Juli 2022                             | Zoe Cassavetes  | Sam Jarvis                    |
| 16         | 6         | Erweckungserlebnis     | Space Cadet       | 11. Feb. 2022              | 28. Juli 2022                             | Kris Rey        | Liz Elverenli                 |
| 17         | 7         | Dancing Queen          | Molly             | 11. Feb. 2022              | 28. Juli 2022                             | Emma Westenberg | Solomon Georgio               |
| 18         | 8         | Die alte Heimat        | Homecoming Queen  | 11. Feb. 2022              | 28. Juli 2022                             | Alethea Jones   | Jordan Weiss & Liz Elverenli  |
| 19         | 9         | Märchenprinzessin      | Princess Charming | 11. Feb. 2022              | 28. Juli 2022                             | Jennifer Arnold | Jordan Weiss                  |
| 20         | 10        | Geburtstagskind        | Birthday Girl     | 11. Feb. 2022              | 28. Juli 2022                             | Alethea Jones   | Jordan Weiss & Michelle Nader |